# 菲里普·埃里克松
菲里普·埃里克松（瑞典語：Filip Eriksson），瑞典國王埃里克九世的次子。
菲里普的父親於1160年被暗殺後，馬格努斯·亨里克松和卡爾·斯渥克爾松先後成為瑞典國王。1167年，菲里普的哥哥克努特·埃里克松打敗卡爾七世成為瑞典國王。
菲里普的兒子霍爾姆耶（Holmger）是克努特二世的父親。